# Serviërs
De Serviërs of Serven (Servisch: Срби/Srbi) zijn een Zuid-Slavisch volk. Zij zijn woonachtig in Servië maar ook in delen van omliggende landen zoals in Kroatië, in de Servische Republiek in Bosnië en Herzegovina en in de noordelijke streek Mitrovica in Kosovo. Ook in de aangrenzende landen Montenegro, Noord-Macedonië en Roemenië wonen Servische gemeenschappen.

## Geschiedenis
De van oorsprong Slavische Serviërs kwamen in de vroege middeleeuwen tijdens de grote volksverhuizing vanuit Wit-Servië, een streek ergens in het huidige Centraal-Europa, naar de Balkan waar ze van de Byzantijnse keizer een stuk land kregen, zij vermengden zich hier later met inheemse volkeren.
In de 20e eeuw waren de Serviërs het volk in de multi-etnische staat Joegoslavië dat tijdens de oorlogen in Joegoslavië probeerde nationalistische Serviërs uit alle Servische gebieden binnen Joegoslavië in één staat onder te brengen, hetgeen tot een burgeroorlog leidde.

## Hedendaagse verspreiding
In Servië zelf is het Servisch de enige officiële taal. De autonome provincie Vojvodina kent veel minderheden, maar de Serviërs vormen er meer dan 65% van de bevolking. In Kosovo woont een Servische minderheid in het noorden in en rondom de stad Mitrovicë. Deze Serviërs erkennen, net als de regering van Servië, de Kosovaarse onafhankelijkheid en de Kosovaarse regering in Pristina niet.
In Bosnië en Herzegovina gebruikt de Servische Republiek het Servisch als officiële spreek- en schrijftaal.
In Kroatië wordt in de Krajina rondom de steden Knin en Vukovar nog een klein beetje Servisch gesproken. Serviërs hebben zich in de 17e eeuw in dit gebied gevestigd. In 1995 werden 250.000 Serviërs verjaagd door het Kroatische leger. Slechts een kleine minderheid is teruggekeerd.
Of de Montenegrijnen uit Montenegro een aparte etnische groep vormen of een regionale Servische groep is onderwerp van discussie. Wie zich in Montenegro identificeert met de term Montenegrijn of de term Serviër heeft hoofdzakelijk een politieke achtergrond. Hetzelfde geldt voor de Montenegrijnse taal.
Verder zijn er aanzienlijke Servische minderheden in onder meer de Verenigde Staten, Zuid-Amerika en Australië. In Europa kent Duitsland de grootste Servische minderheid. Verder wonen er veel Serviërs in bijvoorbeeld Zwitserland, Oostenrijk en Frankrijk. De Servische diaspora wordt hoofdzakelijk door eigen clubs, muziek en de Servisch-Orthodoxe Kerk bij elkaar gebracht.

### Religie
De overgrote meerderheid van de Serviërs is christelijk en dan met name lid van de Servisch-Orthodoxe Kerk. In Roemenië, Kroatië en Slovenië zijn ook andere christelijke denominaties vertegenwoordigd. Er is ook een kleine groep Serviërs zonder religie.
| Religie    | Orthodoxe Kerk | Katholieke Kerk | Protestantisme (e.d.) | Islam | Atheïsme/ Agnosticisme | Anders/ Onbekend |
| ---------- | -------------- | --------------- | --------------------- | ----- | ---------------------- | ---------------- |
| Servië     | 96,77%         | 0,17%           | 0,11%                 | 0,04% | 0,92%                  | 1,99%            |
| Montenegro | 98,26%         | 0,06%           | 0,01%                 | 0,04% | 0,36%                  | 1,27%            |
| Kroatië    | 85,48%         | 1,28%           | 0,54%                 | 0,01% | 10,44%                 | 2,25%            |
| Slovenië   | 83,83%         | 0,98%           | 0,31%                 | 0,14% | 7,58%                  | 7,16%            |
| Roemenië   | 94,71%         | 1,21%           | 3,26%                 | 0,13% | 0,19%                  | 0,5%             |

## Afbeeldingen

Verspreiding van de Serviërs over de Balkan
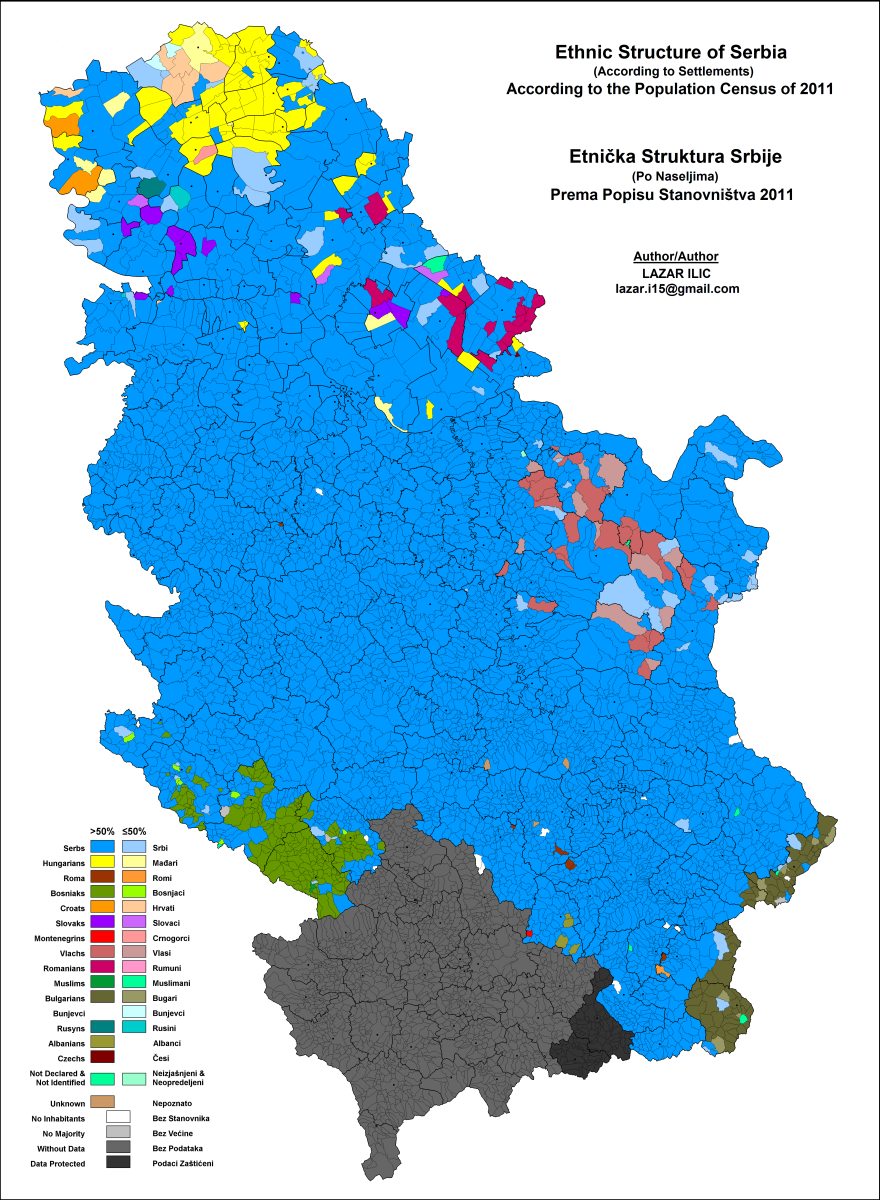
De verdeling van Serviërs in Servië (blauw, 2011)
De verspreiding van de Serviërs in Bosnië en Herzegovina (2013)
De verspreiding van de Serviërs in Montenegro (animatie, 1961-2003)
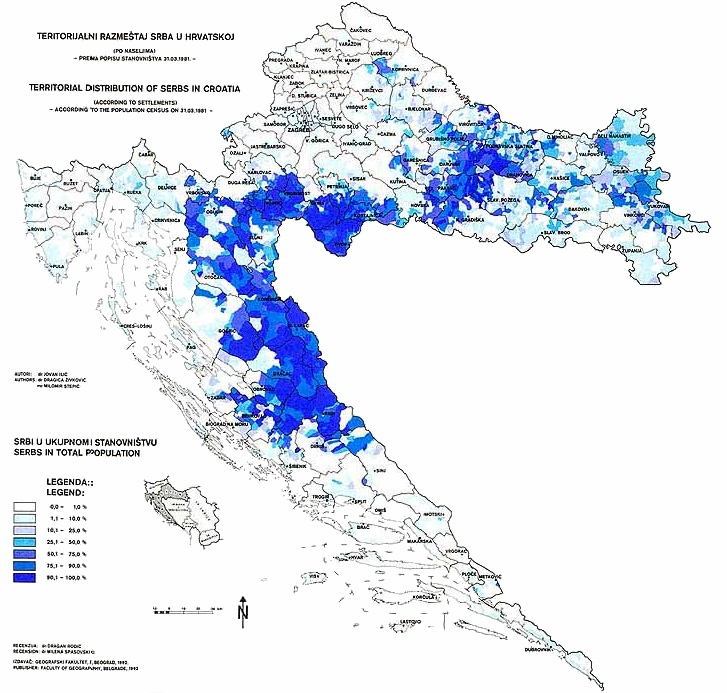
De verspreiding van de Serviërs in Kroatië (2011)
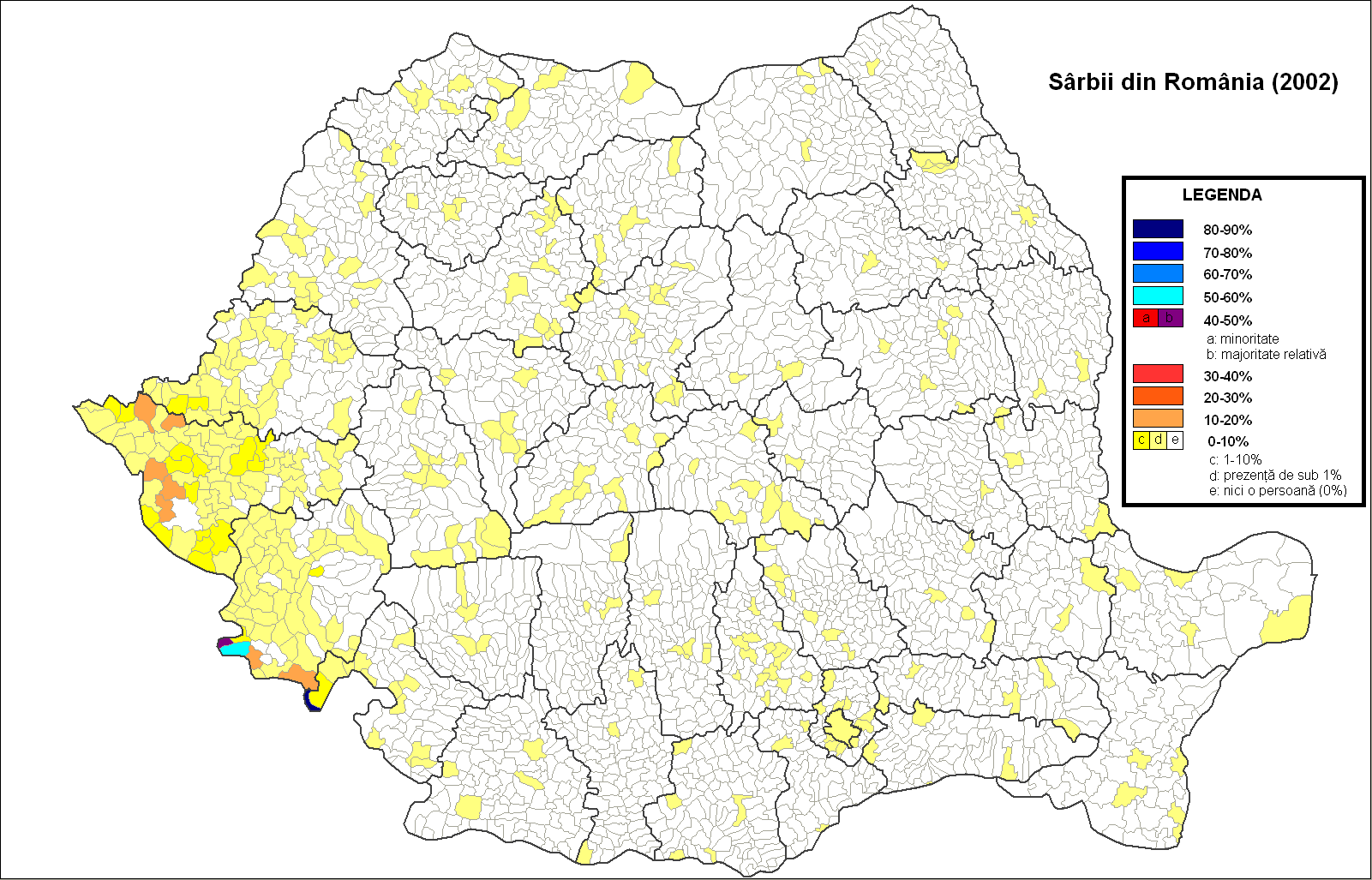
De verspreiding van de Serviërs in Roemenië (2002)